# Копец, Александр
Александр Копец герба Кроие (пол. Aleksander Kopeć), также известный как Франтишек Александр Копец (пол. Franciszek Aleksander Kopeć) или Александр Людвик Копец (пол. Aleksander Ludwik Kopeć; ум. 1651) — политический деятель Великого княжества Литовского; маршал земский лидский и каштелян берестейский (брестско-литовский) с 1643 года.

## Биография
Представитель семейства Копец герба Кроие, ведущего своё происхождение от князей тверских. Сын Лукаша Копца, каштеляна берестейского, и Екатерины Николаевны Фирлей, дочери воеводы краковского Николая Фирлея и Эльжбеты Лигензянки.
Его первой женой была Теофилия Тенчинская, дочь воеводы любельского Гавриила Тенчинского и Барбары Стефановной Забарской. Она умерла в 1635 году. Второй женой стала Анна Носковская или Нусковская, подкоморья любельская. От второго брака у Александра родились дочь Екатерина, вышедшая замуж за литовского подконюшего Абрахама Голуховского, и сын Франтишек Александр.
С 1631 года Александр занимал пост маршала земского лидского, с 1643 года — каштеляна берестейского. Владел имениями в Любельском воеводстве: Ополе, Любичин и Хмелув. Заложил католическую церковь Непорочного Зачатия в Ополе (Берестейское воеводство). В 1648 году от Берестейского воеводства был выборщиком Яна II Казимира.